# Michael Gromm
Michael Gromm (* 27. September 1943 in London; † 31. Oktober 2015 in Berlin) war ein britischer Schriftsteller, der seit 1973 hauptsächlich in der Bundesrepublik tätig war und sich seit den 1990er Jahren aktiv am Kampf gegen die Räumung des Dorfes Horno beteiligte.

## Leben
Michael Gromm war Steuerprüfer in London, bevor er sich 1973 mit einer Sprachschule in Heidelberg selbstständig machte. Nach seinem Umzug nach Berlin war er als Übersetzer tätig und begann als Autor tätig zu werden. 
Im Zuge von Recherchen zu einem seiner Romane kam Gromm 1992 nach Guben, um nach einem Namen für die Hauptfigur seines Buches zu suchen. Bei diesem Aufenthalt in der Lausitz wurde er durch einen Zeitungsartikel auf das Dorf Horno aufmerksam. Der sorbische Ort sollte im Zuge des Braunkohlebergbaus in der Lausitz abgerissen und umgesiedelt werden. Die Bewohner des Dorfes protestierten bereits seit den 1970er Jahren gegen diese Umsiedlung. Gromm schloss sich diesem Protest an. Er schrieb im Laufe dieser Jahre mehrere Bücher über das Lausitzdorf, lebte aber überwiegend in Berlin. 
Gromm erwarb ein Mini-Grundstück im Dorf, das „Dreieck Horno“. Außerdem bekannte er sich zu seinem Sorbentum, was nach § 2 (1) Sorben/Wenden-Gesetz jedem ohne weiteren Nachweis möglich ist. Als Grundbesitzer und Sorbe war er in allen Klageverfahren und Verfassungsbeschwerden beteiligt und zog mit den Bewohnern des Dorfes bis vor den Europäischen Gerichtshof für Menschenrechte und das schwedische Parlament. Der Kampf endete im Jahr 2004 nach einem fehlgeschlagenen Protestaufruf von Gromm erfolglos. Gromm wurde als letzter Eigentümer im Ort 2005 enteignet.
Michael Gromm wurde in Deutschland „als einer der engsten Verbündeten im Kampf um Horno“ und auch international bekannt.
Am 31. Oktober 2015 erlag Gromm im Diakonie-Hospiz-Lichtenberg einer Krebserkrankung. Er wurde auf dem Französischen Friedhof II in Berlin begraben. Im Jahr 2023 stiftete die Stiftung Horno einen Gedenkstein auf dem Friedhof.

## Publikationen
- Horno. Verkohlte Insel des Widerstands. Gromm, Michael. – Berlin : Edition Dreieck Horno, 2005 ISBN 978-3-00-017121-5
- Im Schatten der schwarzen Steine oder wie der machtgewohnte Vertreter seine Geliebte hütete. Gromm, Michael. – Berlin : Edition Dreieck Horno, 1997
- Horno – Ein Dorf will Leben. Gromm, Michael. – Berlin: Dietz, 1995[14][15] ISBN 978-3-320-01889-4